# Pancho Gonzales
Ricardo Alonso "Pancho" González (Los Angeles, 9 de maig de 1928 - Las Vegas, 3 de juliol de 1995), conegut de vegades com a Richard Gonzales, va ser un tennista nord-americà. Va guanyar 15 títols importants d'individuals, inclosos 2 campionats nacionals d'individuals dels Estats Units el 1948 i el 1949, i 13 títols de Grand Slam professional. També va guanyar tres esdeveniments professionals del Torneig de Campions els anys 1957, 1958 i 1959. Va ser el tennista professional dominant de la dècada de 1950, guanyant set gires mundials de campionat professional entre 1954 i 1961; va ser número 1 mundial durant vuit anys entre 1952 i 1960.
Gonzales era un rival despietat amb un temperament ferotge. Molts dels seus companys del circuit professional van ser intimidats per ell, i sovint estava en desacord amb els àrbitres i promotors. No obstant això, era un dels favorits dels aficionats i atreia més espectadors que qualsevol altre jugador del seu temps.